# جوزيف دي جين
جوزيف دي جين (بالفرنسية: Joseph de Guignes)‏ (1721 - 1800 م) هو مستشرق فرنسي.
كان من أعضاء معهد فرنسا والمعنيين بتدريس اللغة السريانية.

## آثاره
من آثاره:
- تاريخ التتر والمغول والترك نقلا عن المؤلفين العرب، في خمسة مجلدات (باريس، 1756 - 1758 م).
- عاون على نشر قسم من مروج الذهب (1787 م).